# Rally Dakar de 2011
El Rally Dakar de 2011 -llamado Personal Rally Dakar 2011 por motivos de patrocinio-, la 32.ª edición de la carrera rally raid más exigente del mundo, se realizó del 1 al 16 de enero de ese año, y por tercera vez consecutiva en América del Sur, tras la cancelación de la edición de 2008 por amenazas terroristas. La empresa francesa ASO (Amaury Sport Organisation) es la organizadora del Dakar, que en esta oportunidad se disputó en Argentina y Chile.

## Circuito
El recorrido de la competencia se dio a conocer en el 2º semestre de 2010. Recorre 12 provincias de Argentina y 4 regiones de Chile. Dio su inicio el 1 de enero de 2011 en Buenos Aires y finalizó en la misma ciudad 16 días después.

## Cambios en el reglamento
Para esta edición los organizadores establecieron el uso de motocicletas de 450 cc para los competidores de élite. Asimismo, todos los vehículos debieron acercarse a los puntos de paso a una distancia máxima de 800 m para recibir la validación, cuando anteriormente era de 3 km.

## Desarrollo

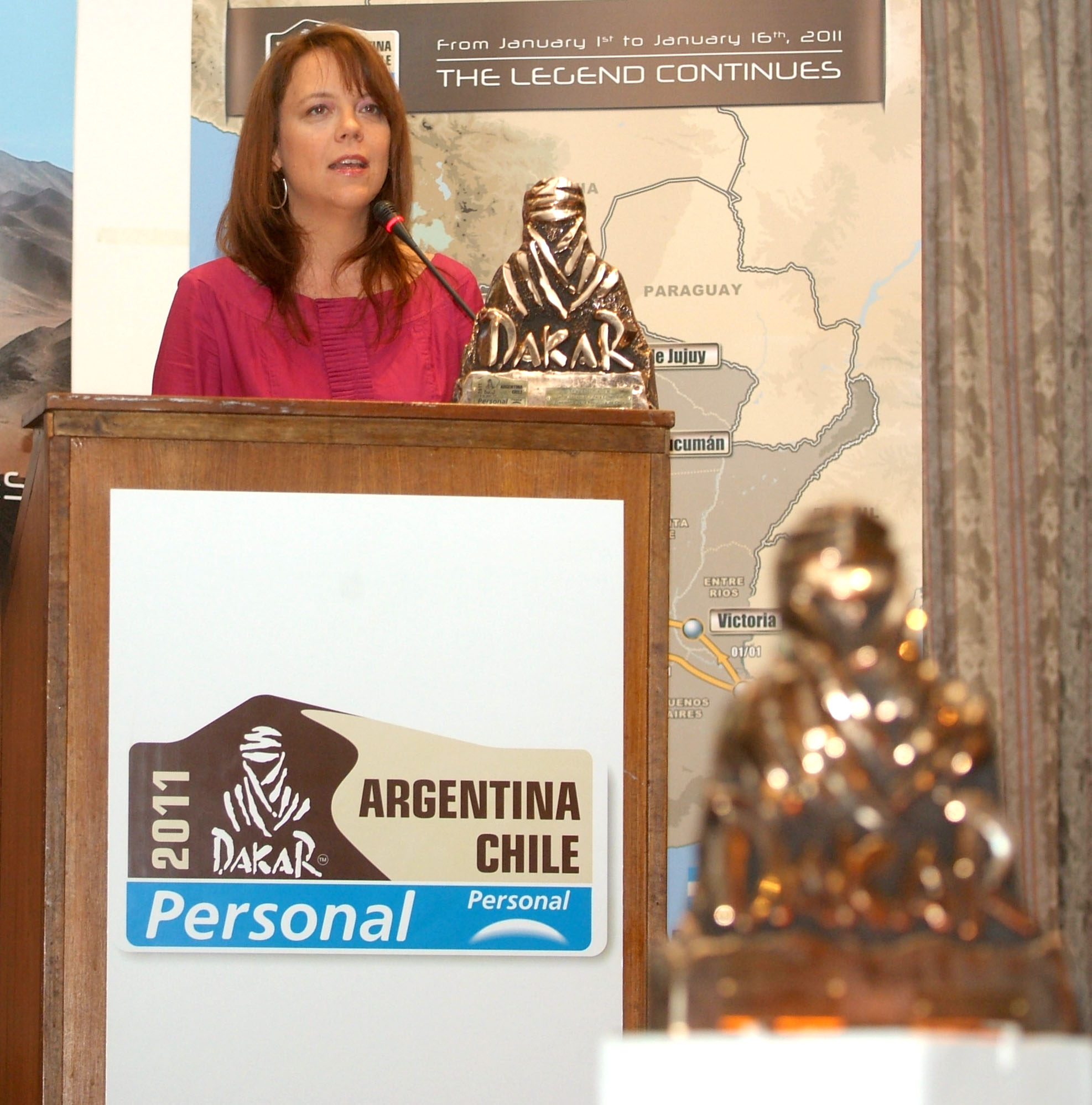
Representante del Gobierno Chileno Ena von Baer dando inicio a la competencia.

El recorrido del rally Dakar 2011 fue trazado más al norte que las ediciones previas realizadas en Sudamérica. Una de las etapas, entre Arica y Antofagasta, posterior al día de descanso, fue acortada a 272,68 km debido al cansancio en los participantes tras las jornadas del 6 y 7 de enero.
En la competencia de motos, Marc Coma resultó como líder de la clasificación general por tercera vez en su carrera. El líder hasta la etapa tres, Cyril Despres, ganador de la edición de 2010, había mantenido una diferencia de 10' de Coma, pero sufrió una penalización de diez minutos por no respetar un punto de paso obligatorio en la etapa cuatro, por lo que pasó a la segunda posición en la general a 10' 02" del piloto español. Por su parte, en la carrera de cuadriciclos, la competencia fue dominada por los pilotos argentinos, siendo Alejandro Patronelli el ganador de la carrera. El único de nacionalidad no argentina que lideró la clasificación general fue el checo Josef Machacek, hasta la segunda etapa. El ganador de la clasificación general del año anterior, Marcos Patronelli, cuya participación estaba en duda por una fractura de peroné sufrida un mes atrás, debió abandonar la carrera por un fuerte golpe en la rodilla durante la tercera etapa.
Para la competencia de automóviles, Nasser Al-Attiyah logró arrebatar el liderazgo de la clasificación general a Carlos Sainz, también ganador de la edición de 2010, y quien se había mantenido en la punta de la clasificación general hasta la etapa siete, cuando fue desplazado por el catarí, quien ganó el rally por primera vez. En los camiones, el múltiple ganador del rally, Vladimir Chagin, mantuvo en disputa el liderazgo en la general junto a Firdaus Kabirov hasta la décima etapa, cuando Chagin logró hacerse de la clasificación absoluta y agenciarse su séptimo Dakar.
Entre algunas estadísticas, un total de 23 vehículos fueron rechazados en la revisión técnica antes de iniciar el Dakar previo al arranque de la competencia; se estableció un récord  de 85 participantes argentinos; trece mujeres tomaron parte de la competencia, en la que Laia Sanz (39.ª) fue la mejor en las motocicletas; y fueron representadas 56 nacionalidades en la carrera.
Por otro lado, tres muertes fueron relacionadas con el rally: dos trabajadores que montaban una carpa antes de la competencia, y el conductor de una camioneta particular que fue impactada por el auto 410.

## Etapas

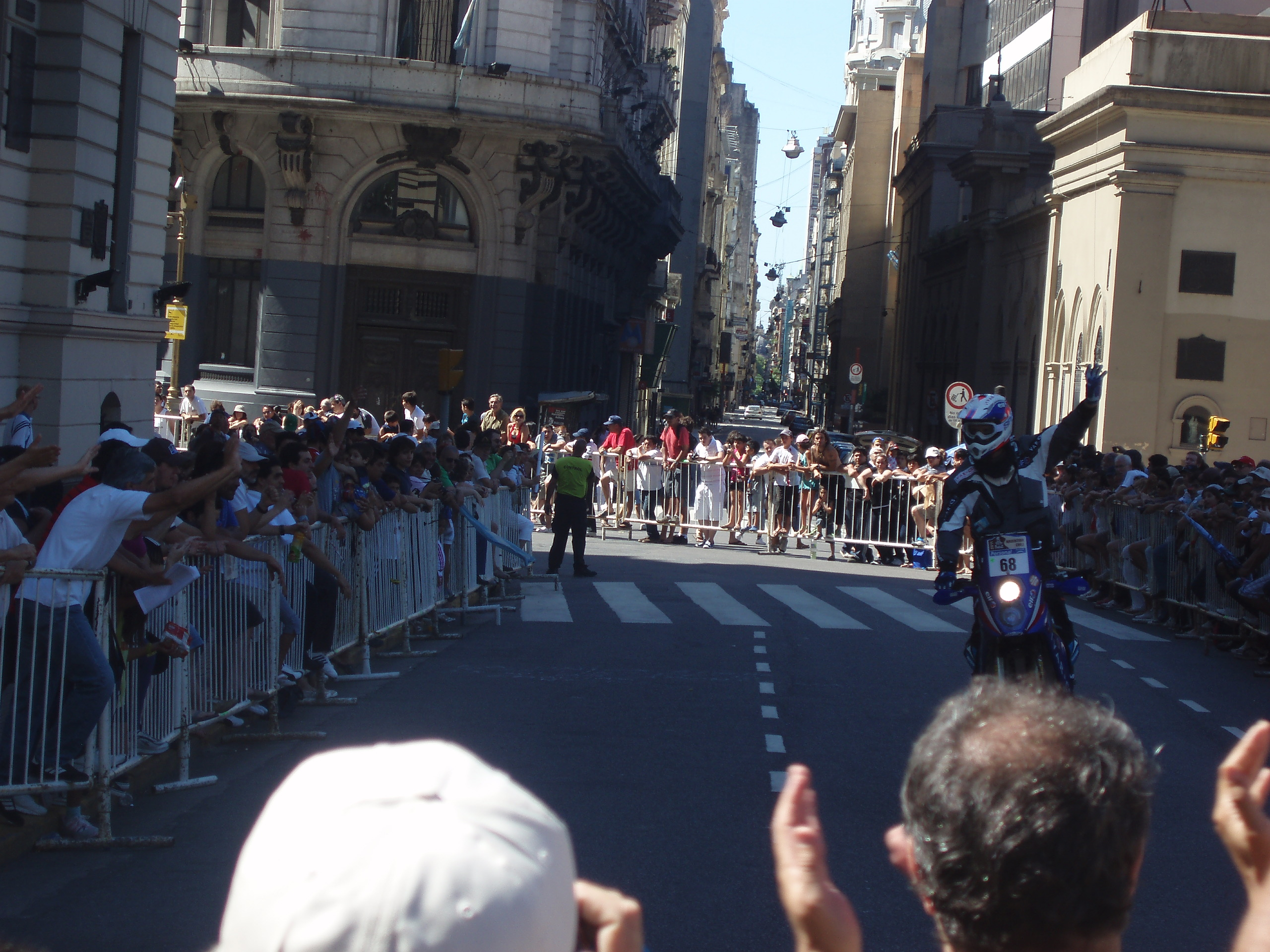
El Rally Dakar 2011 en Buenos Aires (Plaza de Mayo).

| 1  | 1 de enero  | Buenos Aires             | Victoria                 |                          |                          |                          |                          |                          |                          |                          |                          |
| 2  | 2 de enero  | Victoria                 | Córdoba                  |                          |                          |                          |                          |                          |                          |                          |                          |
| 3  | 3 de enero  | Córdoba                  | San Miguel de Tucumán    |                          |                          |                          |                          |                          |                          |                          |                          |
| 4  | 4 de enero  | San Miguel de Tucumán    | San Salvador de Jujuy    |                          |                          |                          |                          |                          |                          |                          |                          |
| 5  | 5 de enero  | San Salvador de Jujuy    | Calama                   |                          |                          |                          |                          |                          |                          |                          |                          |
| 6  | 6 de enero  | Calama                   | Iquique                  |                          |                          |                          |                          |                          |                          |                          |                          |
| 7  | 7 de enero  | Iquique                  | Arica                    |                          |                          |                          |                          |                          |                          |                          |                          |
|    | 8 de enero  | Día de descanso en Arica | Día de descanso en Arica | Día de descanso en Arica | Día de descanso en Arica | Día de descanso en Arica | Día de descanso en Arica | Día de descanso en Arica | Día de descanso en Arica | Día de descanso en Arica | Día de descanso en Arica |
| 8  | 9 de enero  | Arica                    | Antofagasta              |                          |                          |                          |                          |                          |                          |                          |                          |
| 9  | 10 de enero | Antofagasta              | Copiapó                  |                          |                          |                          |                          |                          |                          |                          |                          |
| 10 | 11 de enero | Copiapó                  | Copiapó                  |                          |                          |                          |                          |                          |                          |                          |                          |
| 11 | 12 de enero | Copiapó                  | Chilecito                |                          |                          |                          |                          |                          |                          |                          |                          |
| 12 | 13 de enero | Chilecito                | San Juan                 |                          |                          |                          |                          |                          |                          |                          |                          |
| 13 | 14 de enero | San Juan                 | Córdoba                  |                          |                          |                          |                          |                          |                          |                          |                          |
| 14 | 15 de enero | Córdoba                  | Buenos Aires             |                          |                          |                          |                          |                          |                          |                          |                          |

## Resultados por etapas

### Motos

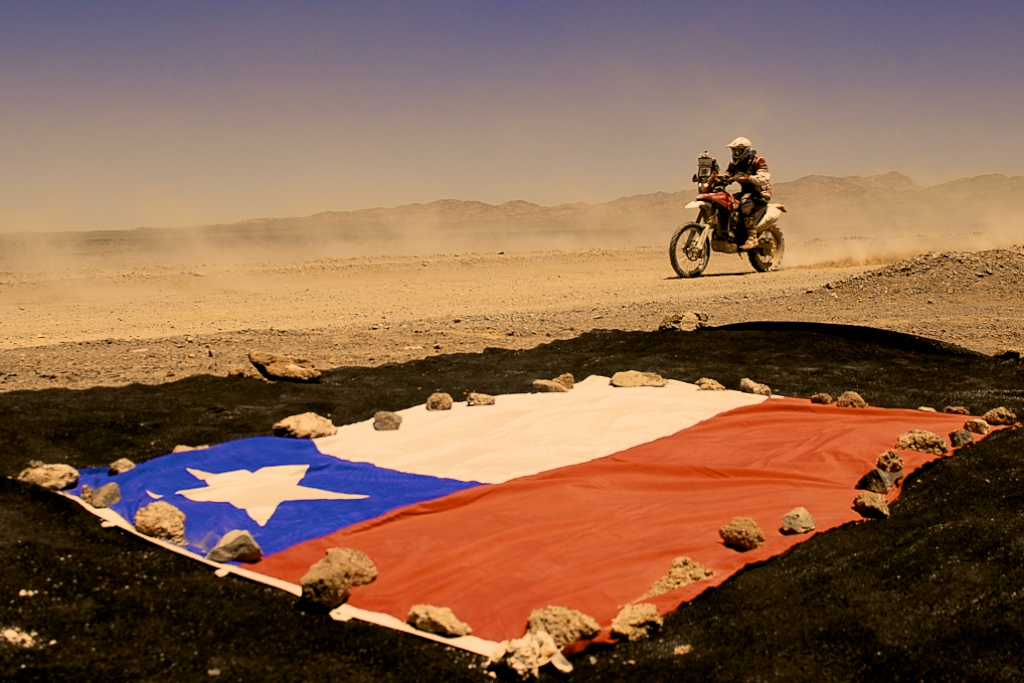
Calama. El motociclista francés Mathieu Serradori pasa al lado de una bandera de Chile.

| Etapa | Ganador de la etapa      | Líder en la general |
| ----- | ------------------------ | ------------------- |
| 1     | Cyril Despres            | Cyril Despres       |
| 2     | Cyril Despres            | Cyril Despres       |
| 3     | Marc Coma                | Cyril Despres       |
| 4     | Marc Coma                | Marc Coma           |
| 5     | Paulo Gonçalves          | Marc Coma           |
| 6     | Helder Rodrigues         | Marc Coma           |
| 7     | Francisco López Contardo | Marc Coma           |
| 8     | Marc Coma                | Marc Coma           |
| 9     | Jonah Street             | Marc Coma           |
| 10    | Marc Coma                | Marc Coma           |
| 11    | Cyril Despres            | Marc Coma           |
| 12    | Marc Coma                | Marc Coma           |
| 13    | Frans Verhoeven          | Marc Coma           |

1. ↑  El ganador de la etapa había sido el portugués Ruben Faria (1h 58' 02"), pero fue penalizado con 01' debido a exceso de velocidad en una zona controlada (fuente).
2. ↑  El ganador de la etapa había sido el portugués Ruben Faria (5h 35' 27"), pero cuando debió hacer una parada de 15' para reabastecerse, solo hizo 5' 13", por lo que fue agregada la diferencia de 09' 47" (fuente).

### Cuadriciclos

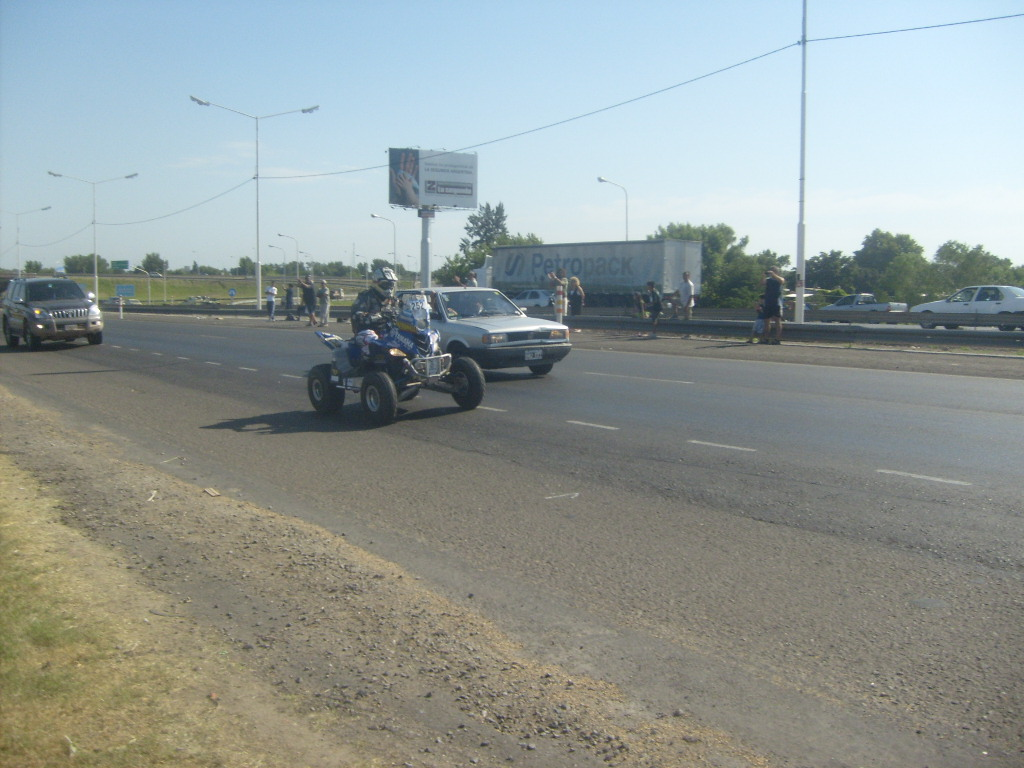
Alejandro Patronelli el día de su coronación circulando por Rosario.

| Etapa | Ganador de la etapa  | Líder en la general  |
| ----- | -------------------- | -------------------- |
| 1     | Josef Machacek       | Josef Machacek       |
| 2     | Alejandro Patronelli | Josef Machacek       |
| 3     | Tomás Maffei         | Sebastián Halpern    |
| 4     | Tomás Maffei         | Tomás Maffei         |
| 5     | Alejandro Patronelli | Alejandro Patronelli |
| 6     | Alejandro Patronelli | Alejandro Patronelli |
| 7     | Sebastián Halpern    | Tomás Maffei         |
| 8     | Alejandro Patronelli | Alejandro Patronelli |
| 9     | Alejandro Patronelli | Alejandro Patronelli |
| 10    | Jorge Santamarina    | Alejandro Patronelli |
| 11    | Sebastián Halpern    | Alejandro Patronelli |
| 12    | Christophe Declerck  | Alejandro Patronelli |
| 13    | Lukasz Laskawiec     | Alejandro Patronelli |

### Autos

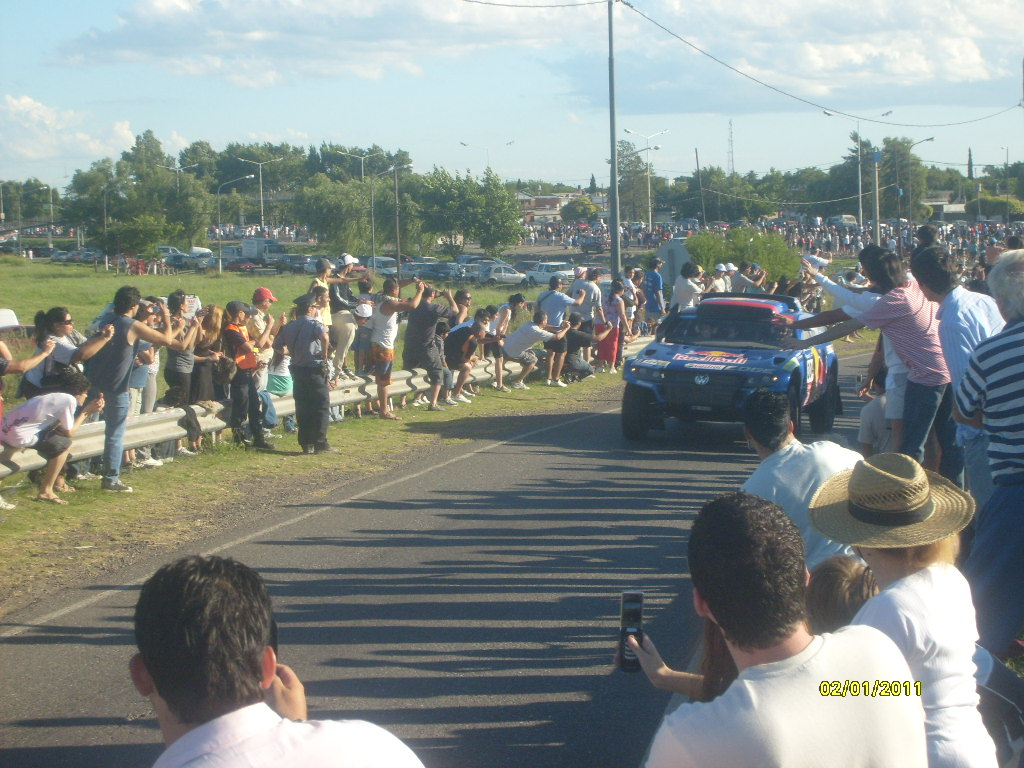
La llegada del Rally Dakar por primera vez a la ciudad de Rosario, en la primera etapa, el Volkswagen Touareg conducido por Mark Miller, recibe los aplausos del público argentino.

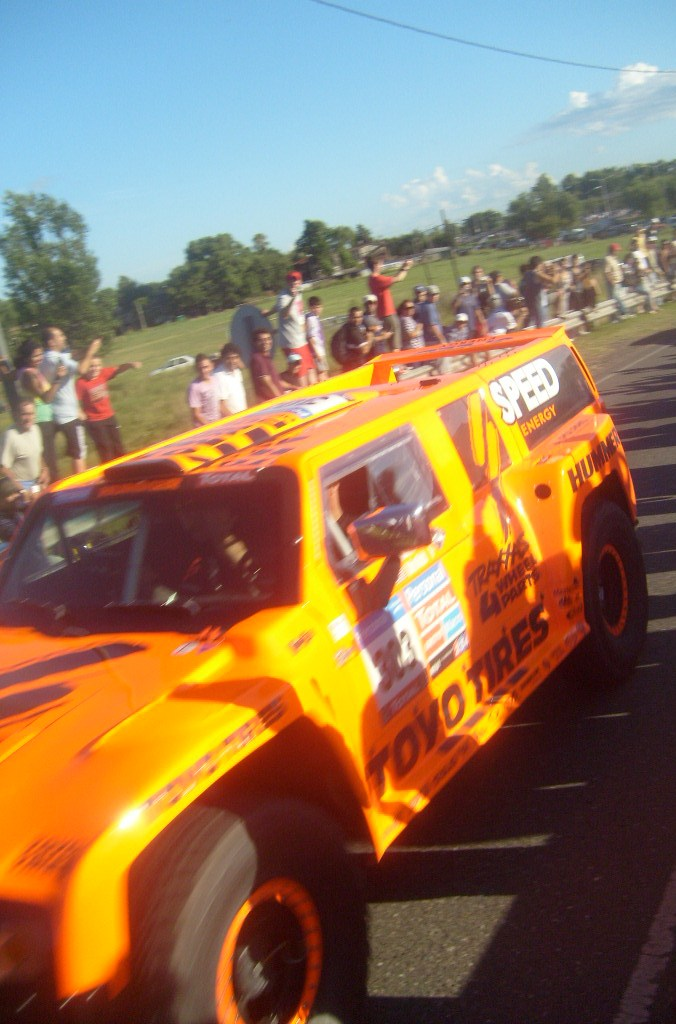
Robby Gordon el día de su cumpleaños en el Dakar.

| Etapa | Ganador de la etapa                    | Líder en la general               |
| ----- | -------------------------------------- | --------------------------------- |
| 1     | Carlos Sainz Lucas Cruz                | Carlos Sainz Lucas Cruz           |
| 2     | Carlos Sainz Lucas Cruz                | Carlos Sainz Lucas Cruz           |
| 3     | Nasser Al-Attiyah Timo Gottschalk      | Carlos Sainz Lucas Cruz           |
| 4     | Carlos Sainz Lucas Cruz                | Carlos Sainz Lucas Cruz           |
| 5     | Stéphane Peterhansel Jean-Paul Cottret | Carlos Sainz Lucas Cruz           |
| 6     | Carlos Sainz Lucas Cruz                | Carlos Sainz Lucas Cruz           |
| 7     | Nasser Al-Attiyah Timo Gottschalk      | Carlos Sainz Lucas Cruz           |
| 8     | Nasser Al-Attiyah Timo Gottschalk      | Nasser Al-Attiyah Timo Gottschalk |
| 9     | Carlos Sainz Lucas Cruz                | Nasser Al-Attiyah Timo Gottschalk |
| 10    | Giniel de Villiers Dirk von Zitzewitz  | Nasser Al-Attiyah Timo Gottschalk |
| 11    | Nasser Al-Attiyah Timo Gottschalk      | Nasser Al-Attiyah Timo Gottschalk |
| 12    | Carlos Sainz Lucas Cruz                | Nasser Al-Attiyah Timo Gottschalk |
| 13    | Carlos Sainz Lucas Cruz                | Nasser Al-Attiyah Timo Gottschalk |

### Camiones

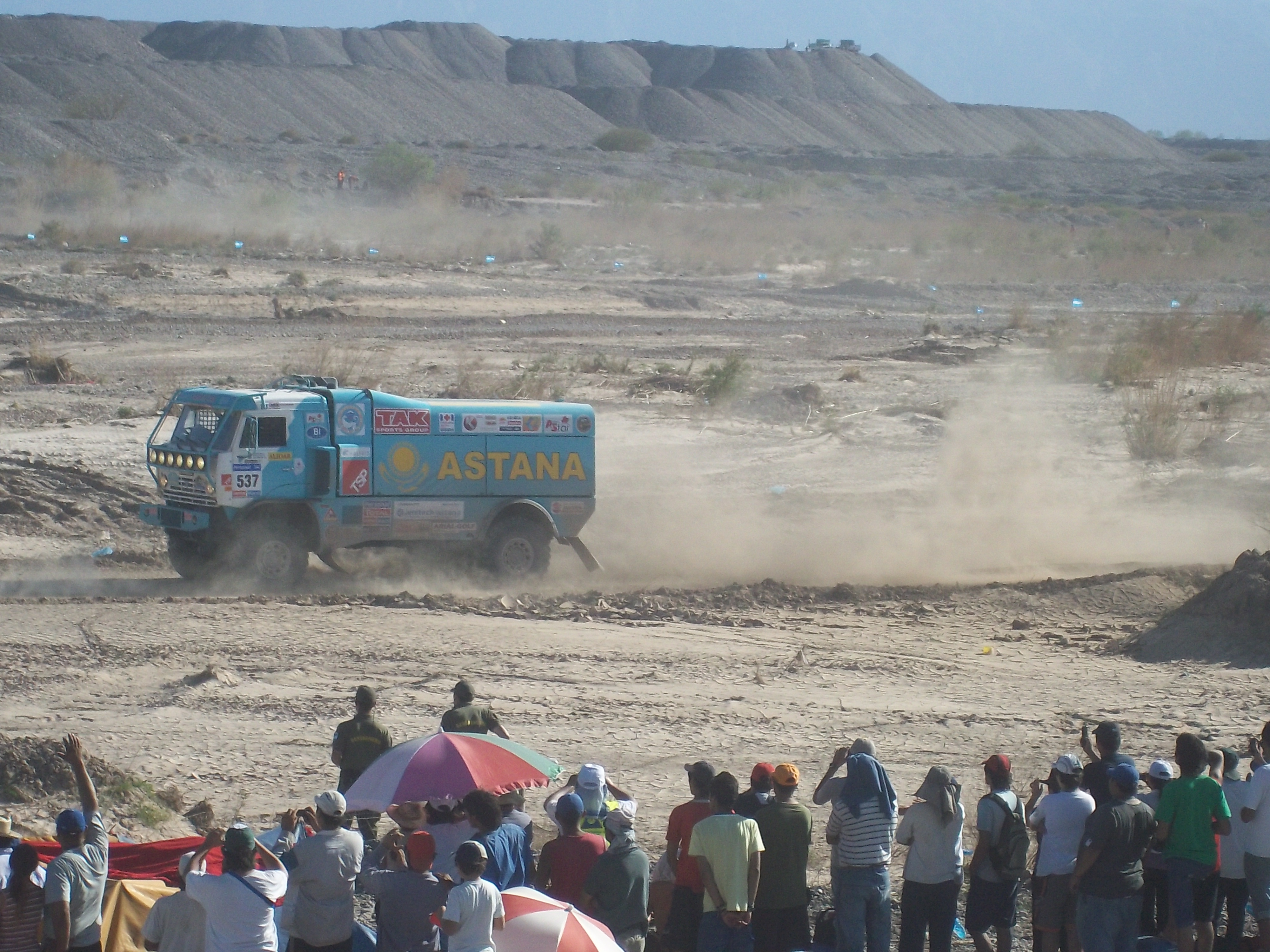
Un competidor de camión en San Juan, Argentina.

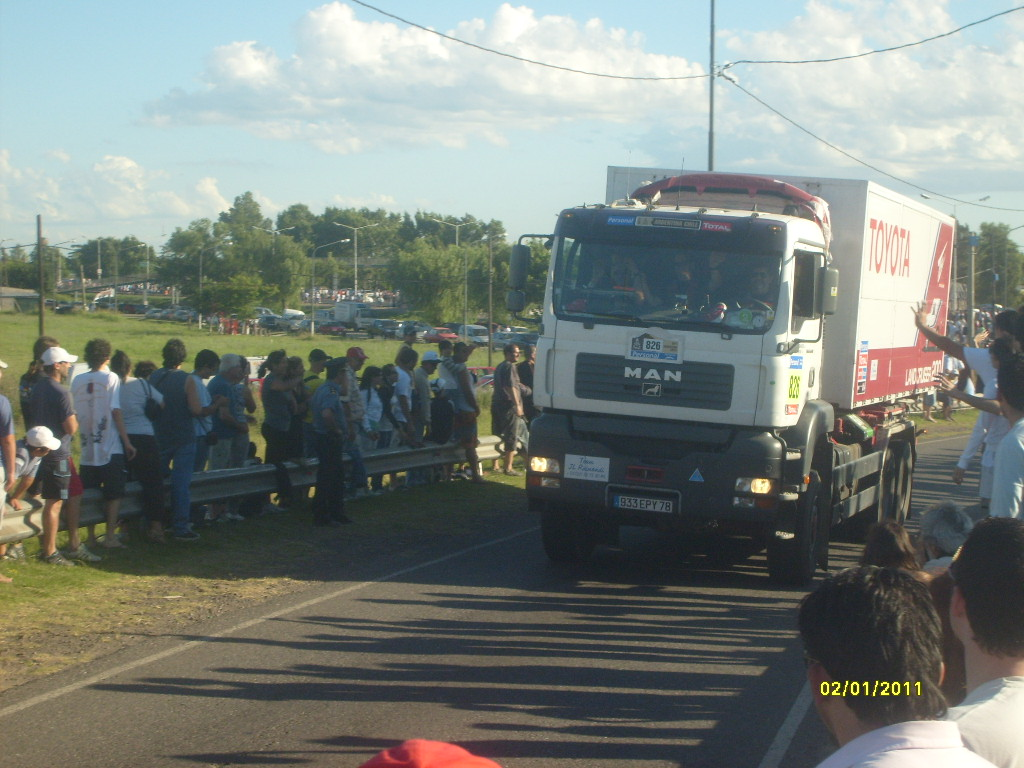

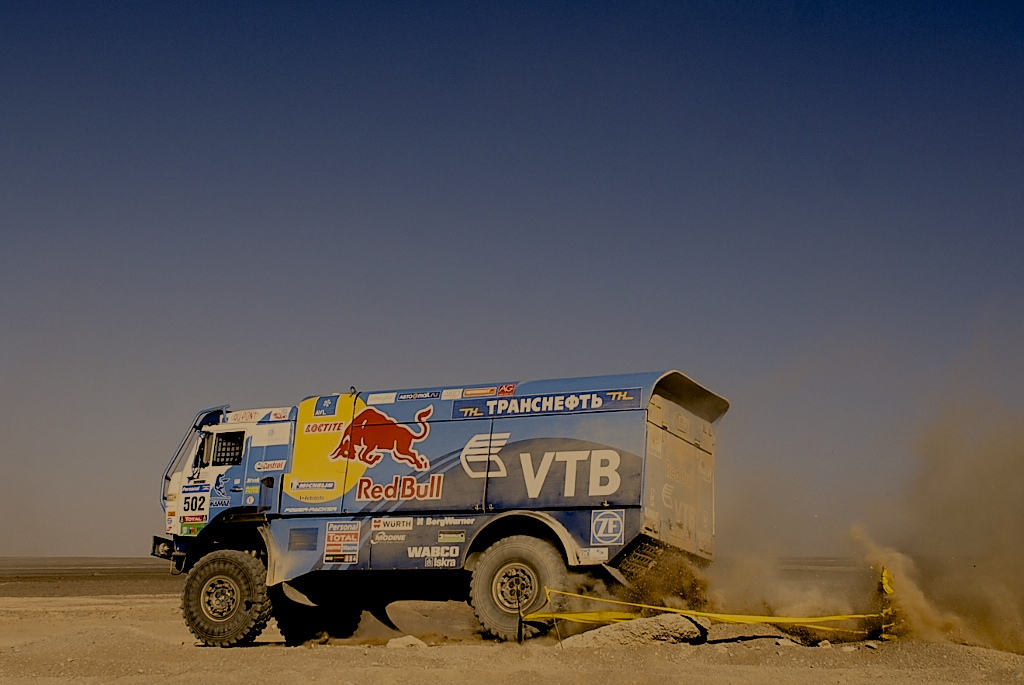
Firdaus Kabirov en Kamaz, finalizó en segunda posición.

| Etapa | Ganador de la etapa                                | Líder en la general                                |
| ----- | -------------------------------------------------- | -------------------------------------------------- |
| 1     | Vladímir Chagin Sergey Savostin Ildar Shaysultanov | Vladímir Chagin Sergey Savostin Ildar Shaysultanov |
| 2     | Firdaus Kabirov Aydar Belyaev Andrey Mokeev        | Firdaus Kabirov Aydar Belyaev Andrey Mokeev        |
| 3     | Vladímir Chagin Sergey Savostin Ildar Shaysultanov | Vladímir Chagin Sergey Savostin Ildar Shaysultanov |
| 4     | Vladímir Chagin Sergey Savostin Ildar Shaysultanov | Vladímir Chagin Sergey Savostin Ildar Shaysultanov |
| 5     | Firdaus Kabirov Aydar Belyaev Andrey Mokeev        | Firdaus Kabirov Aydar Belyaev Andrey Mokeev        |
| 6     | Aleš Loprais Milan Holan Josef Kalina              | Firdaus Kabirov Aydar Belyaev Andrey Mokeev        |
| 7     | Aleš Loprais Milan Holan Josef Kalina              | Firdaus Kabirov Aydar Belyaev Andrey Mokeev        |
| 8     | Vladímir Chagin Sergey Savostin Ildar Shaysultanov | Vladímir Chagin Sergey Savostin Ildar Shaysultanov |
| 9     | Firdaus Kabirov Aydar Belyaev Andrey Mokeev        | Firdaus Kabirov Aydar Belyaev Andrey Mokeev        |
| 10    | Vladímir Chagin Sergey Savostin Ildar Shaysultanov | Vladímir Chagin Sergey Savostin Ildar Shaysultanov |
| 11    | Vladímir Chagin Sergey Savostin Ildar Shaysultanov | Vladímir Chagin Sergey Savostin Ildar Shaysultanov |
| 12    | Vladímir Chagin Sergey Savostin Ildar Shaysultanov | Vladímir Chagin Sergey Savostin Ildar Shaysultanov |
| 13    | Firdaus Kabirov Aydar Belyaev Andrey Mokeev        | Vladímir Chagin Sergey Savostin Ildar Shaysultanov |

## Clasificaciones finales

### Motocicletas
| Rank. | Piloto                   | Marca   | Tiempo      | Diferencia   |
| ----- | ------------------------ | ------- | ----------- | ------------ |
| 1     | Marc Coma                | KTM     | 51h 25' 00" | -----        |
| 2     | Cyril Despres            | KTM     | 51h 40' 04" | + 15' 04"    |
| 3     | Hélder Rodrigues         | Yamaha  | 53h 05' 20" | + 1h 40' 20" |
| 4     | Francisco López Contardo | Aprilia | 53h 34' 45" | + 2h 09' 45" |
| 5     | Juan Pedrero García      | KTM     | 54h 32' 03" | + 3h 07' 03" |
| 6     | Pål Anders Ullevålseter  | KTM     | 54h 57' 56" | + 3h 32' 56" |
| 7     | Jean de Azevedo          | KTM     | 55h 24' 38" | + 3h 59' 38" |
| 8     | Ruben Faria              | KTM     | 55h 38' 01" | + 4h 13' 01" |
| 9     | Quinn Cody               | Honda   | 56h 17' 10" | + 4h 52' 10" |
| 10    | Jacek Czachor            | KTM     | 57h 38' 41" | + 6h 13' 41" |

### Quads
| Rank. | Piloto                 | Marca   | Tiempo      | Diferencia    |
| ----- | ---------------------- | ------- | ----------- | ------------- |
| 1     | Alejandro Patronelli   | Yamaha  | 63h 49' 47" | -----         |
| 2     | Sebastián Halpern      | Yamaha  | 64h 49' 40" | + 59' 53"     |
| 3     | Łukasz Łaskawiec       | Yamaha  | 70h 07' 25" | + 6h 17' 38"  |
| 4     | Christophe Declerck    | Polaris | 70h 08' 17" | + 6h 18' 30"  |
| 5     | Pablo Copetti          | Yamaha  | 71h 04' 46" | + 7h 14' 59"  |
| 6     | Jorge Santamarina      | Honda   | 74h 49' 54" | + 11h 00' 07" |
| 7     | Tomas Maffei           | Yamaha  | 81h 50' 58" | + 18h 01' 11" |
| 8     | Daniel Mazzucco        | Can-Am  | 89h 01' 41" | + 25h 11' 54" |
| 9     | Camélia Liparoti       | Yamaha  | 89h 05' 03" | + 25h 15' 16" |
| 10    | Francisco López Balart | Can-Am  | 99h 44' 48" | + 35h 55' 01" |

### Coches

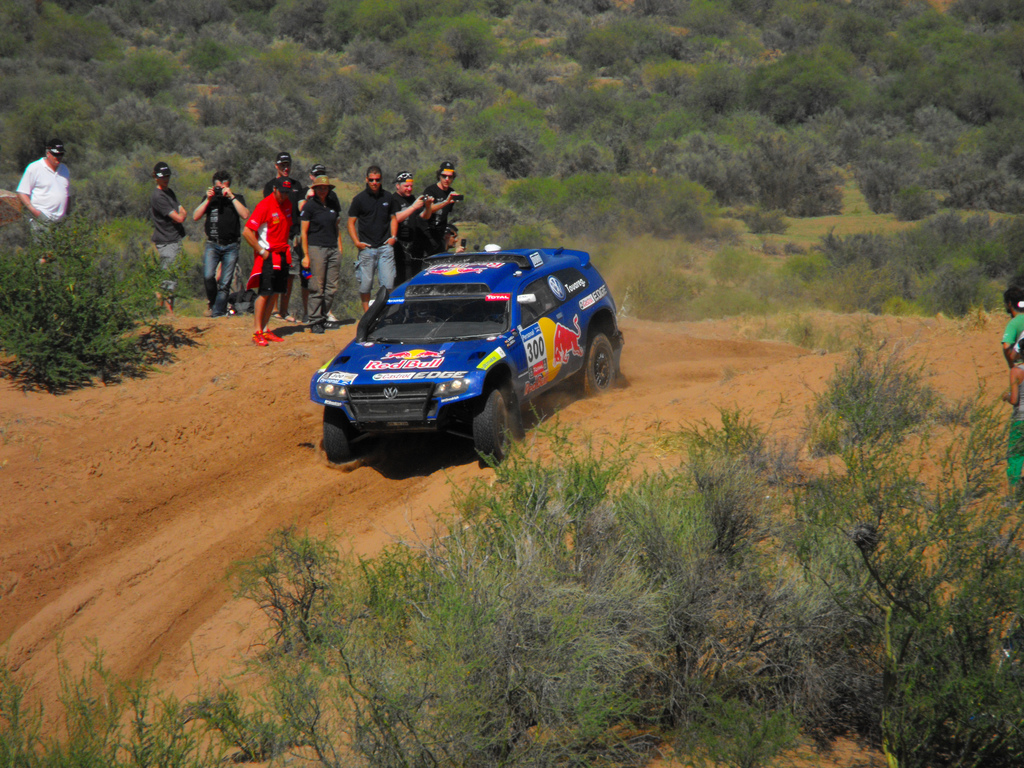
Volkswagen de Carlos Sainz campeón defensor, finalizó en la tercera posición.

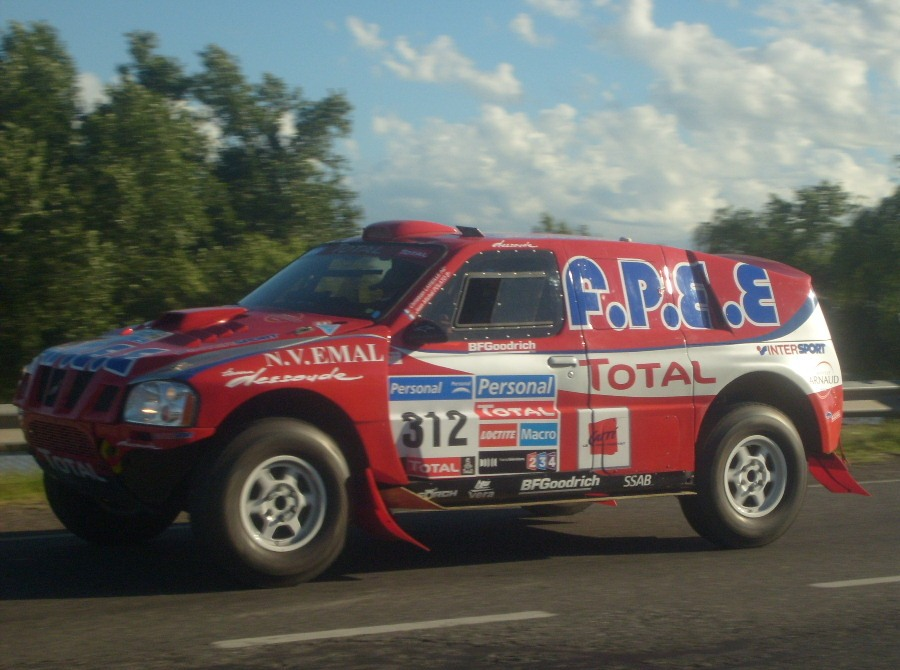
Nissan de Christian Lavieille que finalizó en la octava posición.

| Rank. | Piloto                  | Copiloto           | Marca      | Tiempo      | Diferencia    |
| ----- | ----------------------- | ------------------ | ---------- | ----------- | ------------- |
| 1     | Nasser Al-Attiyah       | Timo Gottschalk    | Volkswagen | 45h 16' 16" | -----         |
| 2     | Giniel de Villiers      | Dirk von Zitzewitz | Volkswagen | 46h 05' 57" | + 49' 41"     |
| 3     | Carlos Sainz            | Lucas Cruz         | Volkswagen | 46h 36' 54" | + 1h 20' 38"  |
| 4     | Stéphane Peterhansel    | Jean-Paul Cottret  | BMW        | 47h 00' 04" | + 1h 43' 48"  |
| 5     | Krzysztof Hołowczyc     | Jean-Marc Fortin   | BMW        | 49h 27' 37" | + 4h 11' 21"  |
| 6     | Mark Miller             | Ralph Pitchford    | Volkswagen | 50h 10' 58" | + 4h 54' 42"  |
| 7     | Ricardo Leal dos Santos | Paulo Fiuza        | BMW        | 52h 06' 23" | + 6h 50' 07"  |
| 8     | Christian Lavieille     | Jean-Michel Polato | Nissan     | 53h 13' 34" | + 7h 57' 18"  |
| 9     | Guilherme Spinelli      | Youssef Haddad     | Mitsubishi | 53h 39' 53" | + 8h 23' 27"  |
| 10    | Matthias Kahle          | Thomas Schünemann  | SMG Buggy  | 60h 28' 12" | + 15h 11' 56" |

### Camiones
| Rank. | Piloto            | Copilotos                              | Marca | Tiempo      | Diferencia    |
| ----- | ----------------- | -------------------------------------- | ----- | ----------- | ------------- |
| 1     | Vladimir Chagin   | Sergey Savostin Ildar Shaysultanov     | Kamaz | 48h 28' 54" | -----         |
| 2     | Firdaus Kabirov   | Aydar Belyaev Andrey Mokeev            | Kamaz | 48h 58' 58" | + 30' 04"     |
| 3     | Eduard Nikolaev   | Viatcheslav Mizyukaev Vladimir Rybakov | Kamaz | 51h 49' 11" | + 3h 20' 17"  |
| 4     | Ilgizar Mardeev   | Vladimir Demyanenko Ayrat Mardeev      | Kamaz | 54h 13' 50" | + 5h 44' 56"  |
| 5     | Franz Echter      | Detlef Ruf Artur Klein                 | MAN   | 54h 14' 31" | + 5h 45' 37"  |
| 6     | Pep Vila          | Moi Torrallardona Peter van Eerd       | Iveco | 55h 44' 55" | + 7h 16' 01"  |
| 7     | Marcel van Vliet  | Serge Bruynkens Bernard der Kinderen   | MAN   | 59h 10' 57" | + 10h 42' 03" |
| 8     | Artur Ardavichus  | Denis Berezovskiy Zhanat Zhalimbetov   | Kamaz | 59h 38' 39" | + 11h 09' 45" |
| 9     | Teruhito Sugawara | Seiichi Suzuki                         | Hino  | 62h 50' 22" | + 14h 21' 28" |
| 10    | Mathias Behringer | Jochen Seiler Hugo Kupper              | MAN   | 66h 06' 29" | + 17h 37' 35" |